# Supercopa d'Europa de bàsquet femenina
La Supercopa d'Europa de basquetbol femenina (oficialment en anglès SuperCup Women) és una competició esportiva de clubs de basquetbol europeus femenins, creada la temporada 2009-10.
De caràcter anual, és organitzada per la FIBA Europa i hi participen els equips guanyadors de l'Eurolliga i de l'Eurocopa femenina de la temporada anterior, disputant un partit final en un seu neutral. El guanyador és declarat campió de la Supercopa. Tanmateix, l'edició de 2015 es disputà en format de Final Four entre els equips finalistes de les competicions europees.
La primera edició se celebrà l'octubre de 2009 i enfrontà l'Spartak de Moscou, campió de l'Eurolliga, i el Galatasaray SK, campió de l'Eurocopa. Guanyà l'equip rus i es proclamà primer campió. Històricament, els clubs dominadors de la competició són els equip russos, guanyant set de les dotze edicions celebrades. Destaquen l'UMMC Iekaterinburg amb quatre títols (2013, 2016, 2018, 2019) i l'Spartak de Moscou (2009, 2010). El Perfumerias Avenida (2011) i el Valencia Basket (2021) són els únics equips de l'Estat espanyol que han guanyat la competició.

## Historial
| En negreta = Equip guanyador (1) = Nombre de campionats (prò.) = Pròrroga Nota: Noms dels equips segons l'època |

| Edició                                                                   | Temp.                              | Data                               | Campió                             | Resultat                           | Subcampió                          | Seu                                      | refs. |
| ------------------------------------------------------------------------ | ---------------------------------- | ---------------------------------- | ---------------------------------- | ---------------------------------- | ---------------------------------- | ---------------------------------------- | ----- |
| I                                                                        | 2009-10                            | 20-10-2009                         | Sparta&K (1)                       | 92–59                              | Galatasaray SK                     | Palau d'Esports de Vidnoye               |       |
| II                                                                       | 2010-11                            | 18-10-2010                         | Sparta&K (2)                       | 70–61                              | Athinaikos                         | Marousi Arena, Marousi                   |       |
| III                                                                      | 2011-12                            | 05-10-2011                         | Perfumerías Avenida (1)            | 95–72                              | Elitzur Ramla                      | Pavelló de Wurzburg, Salamanca           | [ 2 ] |
| No es disputà la temporada 2012-13                                       | No es disputà la temporada 2012-13 | No es disputà la temporada 2012-13 | No es disputà la temporada 2012-13 | No es disputà la temporada 2012-13 | No es disputà la temporada 2012-13 | No es disputà la temporada 2012-13       | [ 1 ] |
| IV                                                                       | 2013-14                            | 29-10-2013                         | UMMC Iekaterinburg (1)             | 72–63                              | Dinamo de Moscou                   | Palau d'Esports Uralochka, Iekaterinburg |       |
| No es disputà la temporada 2014-15                                       | No es disputà la temporada 2014-15 | No es disputà la temporada 2014-15 | No es disputà la temporada 2014-15 | No es disputà la temporada 2014-15 | No es disputà la temporada 2014-15 | No es disputà la temporada 2014-15       | [ 1 ] |
| V                                                                        | 2015-16                            | 07-10-2015                         | ZVVZ USK Praha (1)                 | 93–91                              | UMMC Iekaterinburg                 | Braine-l'Alleud                          |       |
| VI                                                                       | 2016-17                            | 20-10-2016                         | UMMC Iekaterinburg (2)             | 66–63                              | ESB Villeneuve-d'Ascq              | Palacium Hall, Villeneuve-d'Ascq         |       |
| VII                                                                      | 2017-18                            | 05-10-2017                         | Dynamo de Kursk (1)                | 84–73                              | YDÜ Melekleri                      | Sport Concert Complex, Kursk             |       |
| VIII                                                                     | 2018-19                            | 17-10-2018                         | UMMC Iekaterinburg (3)             | 79–40                              | Galatasaray SK                     | DIVS Sports Hall, Iekaterinburg          |       |
| IX                                                                       | 2019-20                            | 10-10-2019                         | UMMC Iekaterinburg (4)             | 87–67                              | Nadejda Orenburg                   | DIVS Sports Hall, Iekaterinburg          |       |
| L'edició 2020-21 fou cancel·lada pel risc públic de contagi del COVID-19 |                                    |                                    |                                    |                                    |                                    |                                          |       |
| X                                                                        | 2021-22                            | 22-10-2021                         | Valencia Basket (1)                | 75–68                              | UMMC Iekaterinburg                 | Pavelló Font de Sant Lluís, Valencia     | [ 3 ] |
| XI                                                                       | 2022-23                            | 18-10-2022                         | Bourges Basket (1)                 | 65–44                              | Sopron Basket                      | Palais des sports du Prado, Bourges      |       |
| XII                                                                      | 2023-24                            | 28-09-2023                         | Fenerbahçe SK (1)                  | 109–52                             | LDLC ASVEL Féminin                 | Astroballe, Lyon                         |       |

## Palmarès
| Club                    | Campió | Subcampió | Finals | Anys campió            | Anys subcampió |
| ----------------------- | ------ | --------- | ------ | ---------------------- | -------------- |
| UMMC Iekaterinburg      | 4      | 2         | 6      | 2013, 2016, 2018, 2019 | 2015, 2021     |
| Sparta&K                | 2      | 0         | 2      | 2009, 2010             | —              |
| Perfumeries Avenida     | 1      | 0         | 1      | 2011                   | —              |
| ZVVZ USK Praha          | 1      | 0         | 1      | 2015                   | —              |
| Dinamo de Kursk         | 1      | 0         | 1      | 2017                   |                |
| València Basket         | 1      | 0         | 1      | 2021                   | —              |
| Tango Bourges Basket    | 1      | 0         | 1      | 2022                   | —              |
| Fenerbahçe SK           | 1      | 0         | 1      | 2023                   | —              |
| Galatasaray SK          | 0      | 1         | 1      | —                      | 2009, 2018     |
| Athinaikos              | 0      | 1         | 1      | —                      | 2010           |
| Elitzur Ramla           | 0      | 1         | 1      | —                      | 2011           |
| ŽBK Dinamo de Moscou    | 0      | 1         | 1      | —                      | 2013           |
| ESB Villeneuve-d'Ascq   | 0      | 1         | 1      | —                      | 2016           |
| Yakın Doğu Üniversitesi | 0      | 1         | 1      | —                      | 2017           |
| Nadejda Orenburg        | 0      | 1         | 1      | —                      | 2019           |
| Sopron Basket           | 0      | 1         | 1      | —                      | 2022           |
| LDLC ASVEL              | 0      | 1         | 1      | —                      | 2023           |

## Premi MVP de la Final
| Edició | Temporada | Jugadora                              | refs. |
| ------ | --------- | ------------------------------------- | ----- |
| I      | 2009-10   | Ilona Korstin (Sparta&K)              |       |
| II     | 2010-11   | Noelle Quinn (Sparta&K)               |       |
| III    | 2011-12   | Marta Fernández (Perfumerias Avenida) |       |
| IV     | 2013-14   | Deanna Nolan (UMMC Iekaterinburg)     |       |
| V      | 2015-16   | Kateřina Elhotová (ZVVZ USK Praha)    |       |
| VI     | 2016-17   |                                       |       |
| VII    | 2017-18   |                                       |       |
| VIII   | 2018-19   |                                       |       |
| IX     | 2019-20   |                                       |       |
| X      | 2021-22   | Cristina Ouviña (València Basket)     | [ 3 ] |
| XI     | 2022-23   |                                       |       |
| XII    | 2023-24   | Napheesa Collier (Fenerbahçe SK)      |       |